# سائو کارلوس
ساو کارلوس (به پرتغالی: São Carlos) یک شهر و شهرستان برزیل در برزیل است که در ایالت سائو پائولو واقع شده‌است.

## خصوصیات
ساو کارلوس ۱٬۱۳۷٫۳۰ کیلومترمربع مساحت و ۲۲۱٬۹۵۰ نفر جمعیت دارد و ۸۵۶ متر بالاتر از سطح دریا واقع شده‌است.